# Toussaint Grille
Toussaint Grille, né le 27 mai 1766 à Angers, mort le 23 septembre 1850 à Angers, fut un prêtre catholique jusqu'en 1793, puis directeur de la bibliothèque municipale de la ville d'Angers en 1805.

## Biographie
Fils d'un drapier, il fait ses études à l'Oratoire et entre dans l'ordre des Augustins à l'Abbaye Toussaint d'Angers, il devient bibliothécaire des abbayes d'Eu puis de Ham.
À la dissolution des ordres religieux il revient à Angers, il est ordonné prêtre par l'Évêque constitutionnel et devient curé constitutionnel de Chambellay. Il abandonne ses fonctions le 11 Frimaire An II (1793).
Il entre dans l'administration des vivres. Il fut chargé de la chaire des belles-lettres à l'Université d'Angers le 4 Ventôse An IV, puis directeur de la bibliothèque municipale le 7 août 1805, son neveu François Grille lui succédera en 1838,.
Il fut un grand collectionneur de livres et de documents anciens, manuscrits médiévaux, antiquités angevines, archives d’érudits sur l’histoire de l’Anjou, dispersés dans les ventes révolutionnaire.
Après sa mort en 1850, une vente publique sur catalogue fut organisée et dura un mois,, une partie est entrée à la bibliothèque municipale les « Portefeuilles de Toussaint Grille ». Il existe un fonds Toussaint Grille à la bibliothèque municipale Toussaint à Angers.

## Source
Dictionnaire historique de Maine-et-Loire, Célestin Port, version révisée, lettre G, 1978, page 260.